# La Vache des orphelins
La Vache des orphelins est le titre d'une série de contes issus de la tradition orale africaine. De nombreuses variantes ont été collectées à travers toute l'Afrique ; sans être exhaustif, on peut citer des contrées comme la Kabylie, le Niger, le Tchad et le Soudan du Sud. Ces histoires très proches les unes des autres mettent en scène une mère, qui avant de mourir, lègue une vache à ses enfants afin qu'ils ne meurent pas de faim après son décès. Mais les orphelins, le plus souvent une fille et un garçon, doivent ensuite faire face à la jalousie de leur marâtre. Cette dernière réussit à convaincre leur père à se débarrasser de la vache. Abandonnés de tous et sans subsistance, les orphelins fuient dans la nature sauvage. Aidés par des puissances surnaturelles, les orphelins connaissent finalement une existence prospère et se voient vengés de leurs mauvais parents (tafunast n igujilen en berbère).

## Résumé
Le résumé suivant a été établi d'après une version kabyle, une des plus complètes qui soient. Le récit figure dans Le Grain magique, un recueil de contes berbères adaptés en langue française par l'écrivaine algérienne Taos Amrouche (1913-1976) d'après des histoires narrées par sa mère, la poétesse Fadhma Aït Mansour Amrouche (1882-1967).
La mère d'Aïcha et Ahmed tombe malade. Sentant la mort venir, elle fait promettre à son mari de ne jamais vendre la vache qu'elle a léguée à ses deux enfants. Ne pouvant s'occuper seul des enfants, le père se remarie. À partir du jour où la marâtre donne naissance à sa fille, elle se met à détester les deux orphelins, les bat et les affame. Mais les orphelins grandissent et conservent leur bonne santé car tandis qu'ils sont dans les champs, ils se nourrissent du lait de la vache.
La marâtre gave sa fille de bonnes nourritures ; mais cette dernière reste chétive et laide. Jalouse de la beauté des orphelins, la marâtre conseille à sa fille de les suivre afin de découvrir le secret de leur bonne santé. Quand sa fille désire elle aussi téter les mamelles de la vache, l'animal la rejette en lui donnant un coup de sabot. Furieuse la marâtre ordonne au père des enfants de vendre la vache. L'homme se rend plusieurs fois au marché mais personne ne veut acheter la vache. Tous craignent de subir la malédiction des orphelins. Devant cet échec, la marâtre ordonne à son mari et avec succès, d'égorger la vache.
En pleurs, les orphelins se rendent sur la tombe de leur mère. Deux roseaux poussent miraculeusement sur la tombe ; l'un donne du beurre, l'autre du miel. Les orphelins sucent la nourriture produite par les roseaux, continuant ainsi à bien s'épanouir. Rongée par la jalousie, la marâtre ordonne à sa chétive fille de sucer les roseaux. Mais pour elle, les roseaux ne produisent que fiel et sang. Hors d'elle, la marâtre fait brûler la tombe.

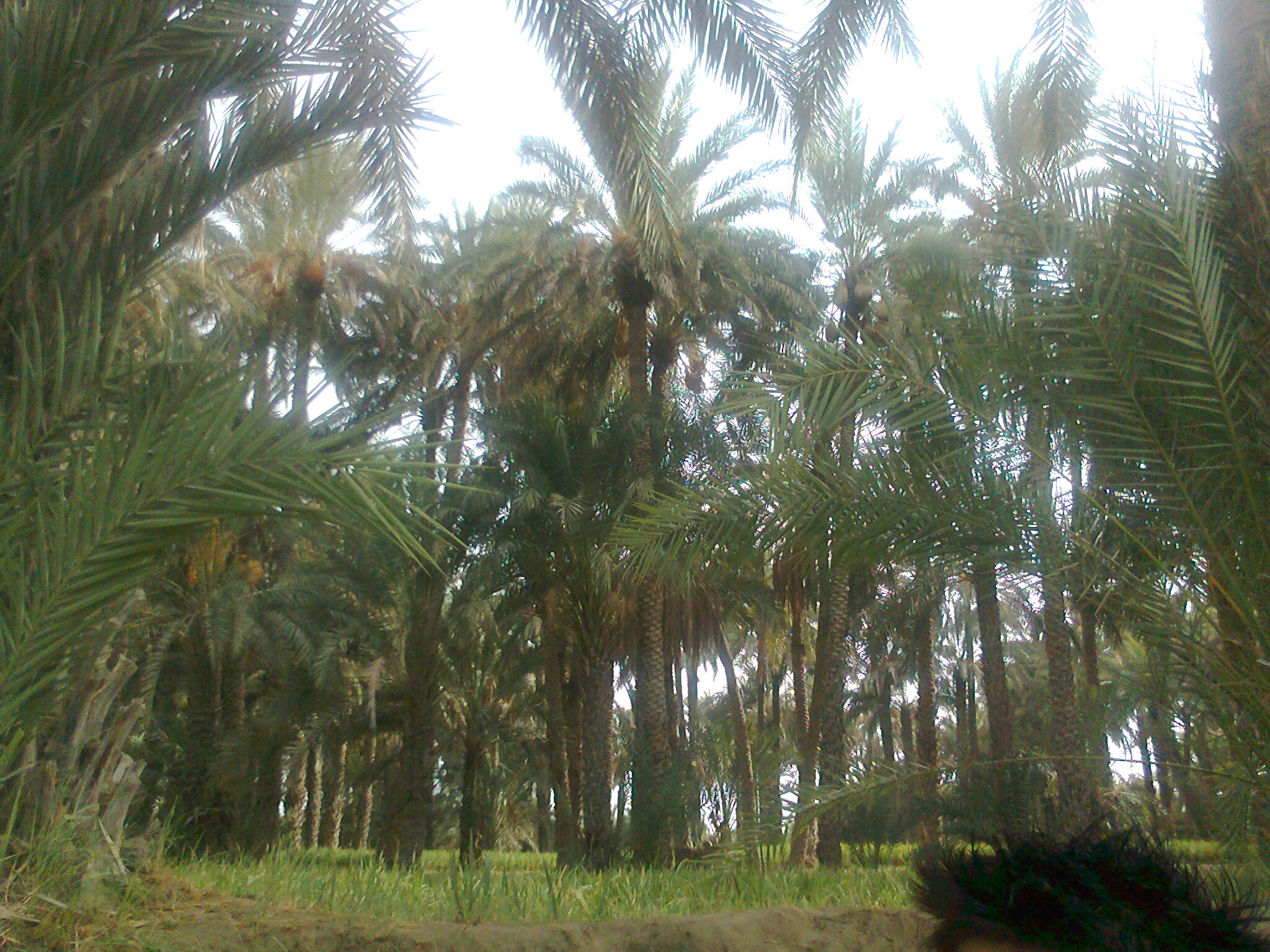
Forêt de palmiers-dattiers, arbres protecteurs des deux orphelins

Désespérée, l'adolescente Aïcha décide de partir en exil en emmenant avec elle son jeune frère. Ils errent plusieurs jours puis arrivent dans une forêt. La nuit, ils trouvent refuge dans un palmier-dattier. Le lendemain quand Ali boit l'eau d'une source, il se transforme en gazelle.
Le sultan aperçoit Aïcha et la gazelle. Il ordonne à ses hommes de les capturer. Mais Aïcha trouve refuge dans les branchages d'un gigantesque palmier-dattier. Le sultan ordonne alors de faire abattre l'arbre. Mais Settoute la vieille sorcière intervient en demandant de ne rien faire. La vieille, rusée, décide de cuisiner des galettes sur un feu allumé sous l'arbre. Mais la vieille fait semblant de ne pas savoir s'y prendre. Du haut de son arbre, Aïcha constate la maladresse de la vieille. Elle décide alors de descendre de l'arbre pour l'aider. Mais la vieille se saisit d'elle et les soldats emmènent la captive vers le palais du sultan.
Le sultan épouse Aïcha qui tombe enceinte. Mais cette grossesse éveille la jalousie des autres femmes du harem. L'une d'elles fait tomber Aïcha dans un vieux puits. Son frère-gazelle la voit tomber. Comme Ali ne cesse de faire le tour du puits en bramant, la femme jalouse ordonne à ses serviteurs de l'égorger. Mais aucun ne peut le faire voyant dans les yeux de la gazelle qu'il s'agit en fait d'un être humain.
Aïcha, au fond du puits, est recueillie par une fée qui finalement l'aide à mettre au monde son enfant. Durant ce temps, chaque matin, Ali la gazelle chante autour du puits et chaque matin Aïcha lui répond. Un jour, l’imam de la mosquée entend ces chants fraternels. Le religieux rapporte immédiatement ce prodige au sultan. Le lendemain matin, le sultan aperçoit Aïcha et son enfant au fond du puits. Il les fait sortir puis ordonne la décapitation de la sultane jalouse. L'imam fait ensuite boire de l'eau magique à Ali la gazelle qui aussitôt retrouve son apparence humaine.

## Variantes

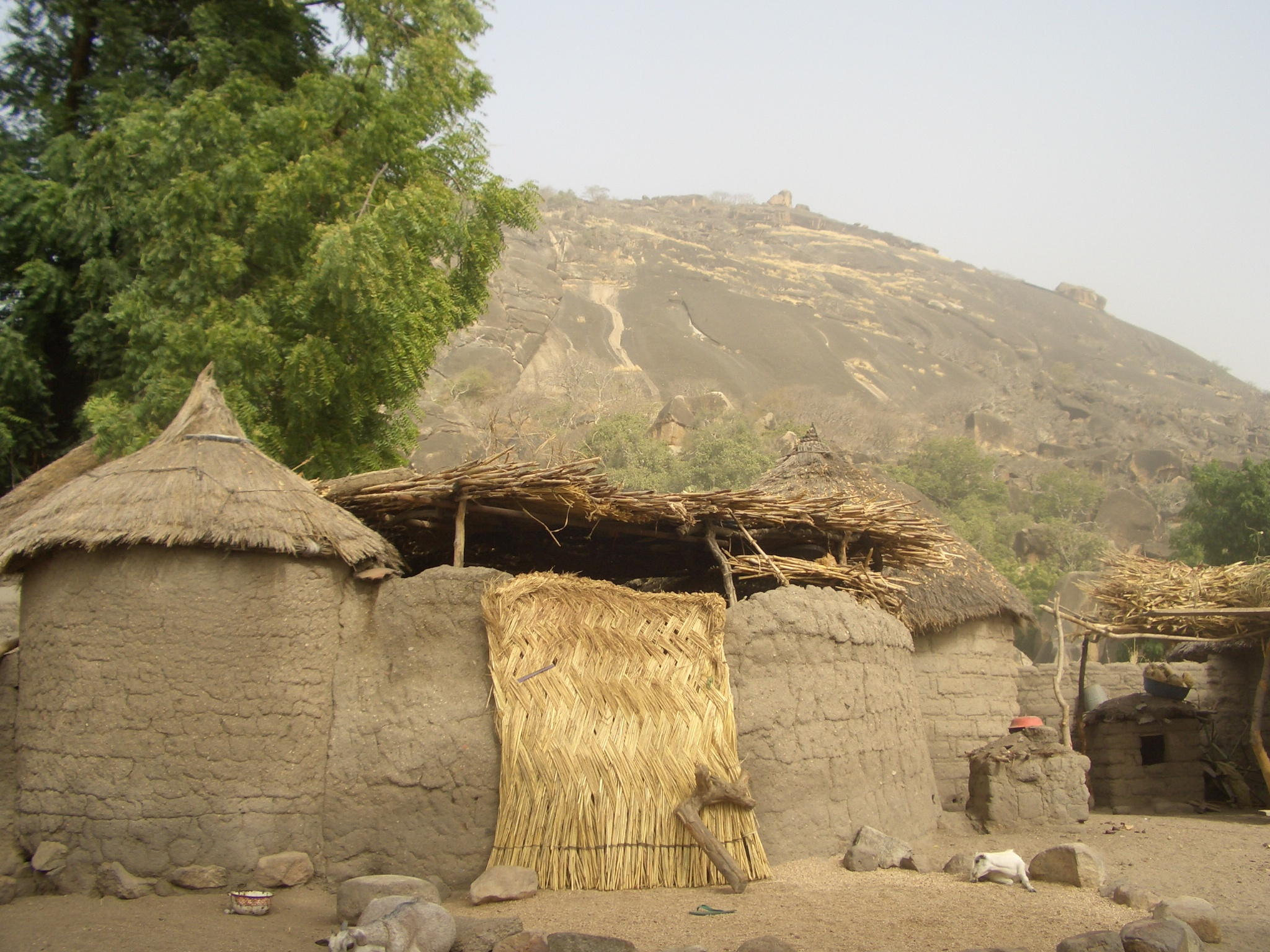
Un village Moundang du Cameroun.

La vache qu'offre la mère agonisante à ses deux enfants n'est pas présente dans toutes les variantes du conte. Deux versions recueillies chez les Moundang, l'une au Tchad: « Souffrance et vengeance de deux orphelins », l'autre au Cameroun: « Les deux orphelins » font l'impasse de cet épisode. Les deux contes débutent cependant aussi avec des maltraitances alimentaires. Dans ces deux versions les orphelins travaillent toute la journée dans les champs avec leur père. La belle-mère apporte de la nourriture mais la cache dans une termitière et seul le père en profite. Le jour où les orphelins découvrent la supercherie, leur père les ligote et les abandonne dans la nature.
En 1979, une version sud-soudanaise a été racontée en langue Anyuak par Ojullo Kwot à l'universitaire suisse Conradin Perner dans le village d'Otalo situé à une vingtaine de kilomètres de la rivière Akobo (frontière avec l'Éthiopie). Comme dans la version kabyle résumée plus haut, la version Anyuak débute avec le legs d'une vache à deux futurs orphelins. Mais il est ici précisé que la vache, de pelage rouge, est douée de la parole. Quand l'animal demande aux orphelins s'ils ont de quoi manger et qu'ils répondent que non, elle leur offre de téter de son lait. La marâtre après avoir découvert le prodige, fait semblant d'être mortellement malade. Une sorcière, complice de la marâtre, parvient à convaincre le père qu'il est impératif de sacrifier la vache. Sans ce don à l'esprit possesseur, il ne peut espérer la guérison de son épouse. Le père égorge la vache quatre fois de suite mais à chaque fois les orphelins la font revivre. Au bout du cinquième sacrifice la vache est démembrée et consommée ; satisfaite la marâtre cesse de jouer la malade. Privés de moyen de subsistance, les orphelins commencent leur errance.
En 1980, l'ethnologue Dominique Casajus a recueilli un groupe de contes auprès d'Adama, une conteuse Touareg du groupe des forgerons de Tedou, près d'Agadès au Niger. « Une jeune fille maltraitée par son père » met en scène une orpheline et la vache Takambawt léguée par la défunte mère. Le secret de la vache nourricière est révélé à la marâtre par une demi-sœur. Folle de jalousie, la marâtre parvient à convaincre le père de tuer la vache. Abandonnée de tous l'orpheline s'enfuit au loin vers un campement de sorcières. Là, on lui révèle l'existence d'œufs magiques. Chaque fois qu'elle en casse un, il en sort des richesses: argent, vaches, chèvres, esclaves. Quand le père apprend la nouvelle condition sociale de sa fille, il se déguise en pauvre et se rend chez elle pour lui réclamer le plus de biens possible. Mais sur le chemin du retour il meurt englouti par la terre.